# Distrito de Arahuay

Provincia de Canta en el Departamento de Lima, Perú

El distrito de Arahuay es uno de los siete que conforman la provincia de Canta, ubicada en el departamento de Lima (dentro de la jurisdicción del Gobierno Regional de Lima) en el Perú.
Dentro de la división eclesiástica de la Iglesia Católica del Perú, pertenece a la Diócesis de Huacho

## Historia
Fue creado el 12 de febrero de 1821, mediante el Estatuto Provisorio del Libertador José de San Martín.

## Geografía
Tiene una superficie de 134,29 km². Su capital es el pueblo de Arahuay. Tiene como anexos a los pueblos de Licahuasi y Collo.

## Autoridades

### Municipales
- 2015-2018[2]
  - Alcalde: Teresa Huari Gamarra, Partido Siempre Unidos (SU).
  - Regidores: Rafael Abraham Romero Balvin (SU), Fermín Zoilo Huari Roldán (SU), Francisca Puma Arque (SU), Enrique Melecio Victoriano Buendía (SU), Rubén Rodríguez Estelo (Concertación para el Desarrollo Regional).
- 2011-2014[3]
  - Alcalde: Hermelinda Noemí Andrés Roldán, Movimiento Concertación para el Desarrollo Regional (CDR).[4]
  - Regidores: Florencio Ramón Huari (CDR), Carmen Demilú Gonzales Astocóndor (CDR), Gina Paola Falcón Gabino (CDR), Richard Ronel Rojas Rodríguez (CDR), Víctor Richard Ramón Marcos (Siempre Unidos).
- 2007-2010[5]
  - Alcalde: Rafael Hermenegildo Sánchez Bravo, Partido Siempre Unidos (SU).
- 2003-2006
  - Alcalde: Teresa Huari Gamarra, Movimiento político Frente de Integración y Desarrollo Canteño.
- 1999-2002
  - Alcalde: Teresa Huari Gamarra, Movimiento político Frente de Integración y Desarrollo Canteño.
- 1996-1998
  - Alcalde: Víctor Bohórquez Poma, Lista independiente N.º 17 Honestidad y Progreso.
- 1993-1995
  - Alcalde: Nemesio Huari Astocóndor, Lista independiente Moralizador.

### Policiales
- Comisaría PNP YANGAS
  - Comisario: Capitán PNP  .

### Religiosas
- Diócesis de Huacho[6]
  - Obispo de Huacho: Mons. Antonio Santarsiero Rosa, OSI.
- Parroquia[7]
  - Párroco: Pbro.

## Educación

### Instituciones educativas
- IE